# Turnnationalmannschaft der DDR

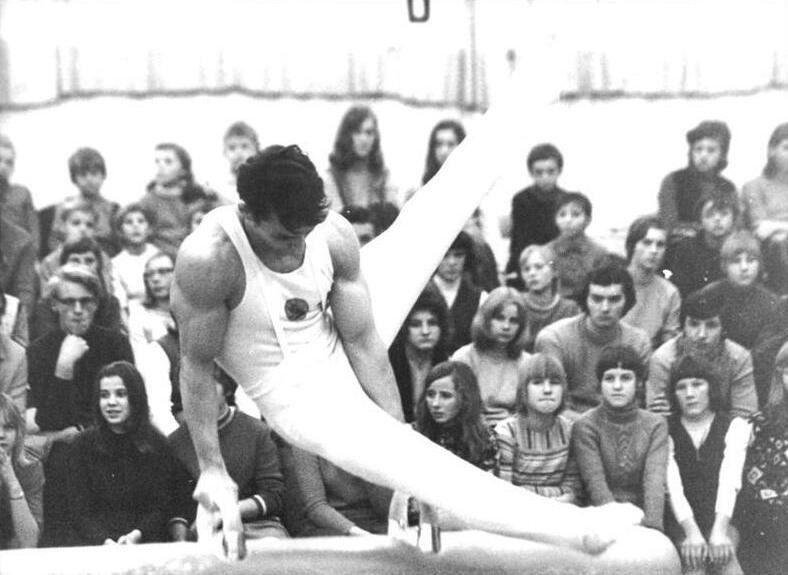
Klaus Köste im Turn-Länderkampf der Männer 1971 in Gera, DDR gegen Koreanische Volksdemokratische Republik

Die Turnnationalmannschaft der DDR stellte die Auswahlturner der Deutschen Demokratischen Republik.
Die Nationalmannschaft turnte bei Welt- und Europameisterschaften, Olympischen Spielen sowie Länderkämpfen. Sie erreichte dabei zahlreiche Medaillen und vordere Platzierungen. Als langjähriger Trainer fungierte u. a. Werner Schenk.

## Nationaltrainer
- 1955 – 1958: Albin Lätzer
- 1958 – 1971: Karl-Heinz Zschocke
- 1971 – 1983: Peter Weber
- 1983 – 1989: Dieter Hofmann

## Bekannte Turner (Auswahl)
- Wolfgang Gipser
- Andreas Hirsch
- Klaus Köste
- Andreas Wecker
- Klaus Zschunke